# Okręg wyborczy Grayndler
Okręg wyborczy Grayndler (ang. Division of Grayndler) – jednomandatowy okręg wyborczy do Izby Reprezentantów Australii, położony w centralnej części Sydney. Został ustanowiony przed wyborami w 1949 roku. Wszystkie dotychczasowe wybory wygrała w nim Australijska Partia Pracy. Patronem okręgu jest polityk i działacz związkowy Edward Grayndler. 

## Lista posłów
| okres urzędowania | poseł            | przynależność             |
| ----------------- | ---------------- | ------------------------- |
| 1949-1975         | Fred Daly        | Australijska Partia Pracy |
| 1975-1977         | Tony Whitlam     | Australijska Partia Pracy |
| 1977-1979         | Frank Stewart    | Australijska Partia Pracy |
| 1979-1993         | Leo McLeay       | Australijska Partia Pracy |
| 1993-1996         | Jeannette McHugh | Australijska Partia Pracy |
| od 1996           | Anthony Albanese | Australijska Partia Pracy |

źródło: 